# Танагра-інка панамська
Танагра-інка панамська (Heterospingus rubrifrons) — вид горобцеподібних птахів родини саякових (Thraupidae). Мешкає в Коста-Риці і Панамі.

## Поширення і екологія
Панамські танагри-інки мешкають на північному сході Коста-Рики та на сході Панами. Вони живуть у вологих рівнинних тропічних лісах. Зустрічаються на висоті до 900 м над рівнем моря.